# سالن زیبایی

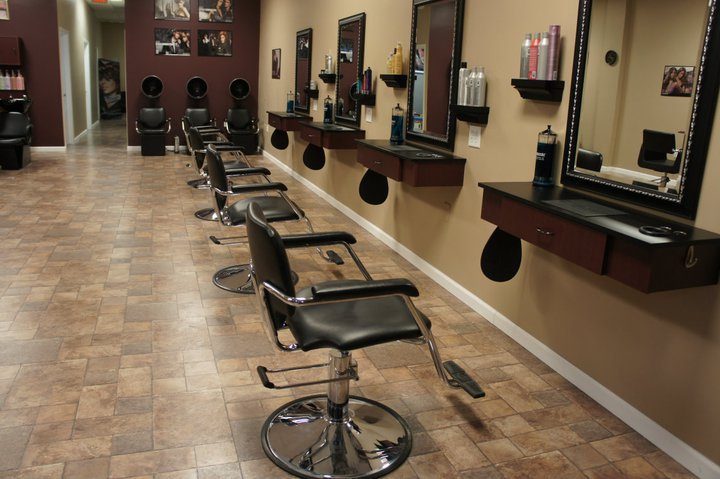
یک سالن زیبایی

سالن زیبایی یا آرایشگاه زنانه، تشکیلاتی است که با درمان‌ها و رسیدگی‌های آرایشی برای زنان و مردان سروکار دارد.
یک سالن زیبایی فضایی کاملاً توسعه یافته در یک مکان خصوصی است که معمولاً دارای ویژگی‌های بیشتری از یک سالن زیبایی است. معمولاً یک سالن زیبایی بر روی ویژگی‌های زیبایی مانند ظاهر طراحی شده زنان تمرکز می‌کند. همچنین، سالن زیبایی مکانی کم جمعیت و دوستانه برای جامعه است که معمولاً در خانه یا یک سالن واقع شده است.
زیبایی خدمات گسترده‌ای را در رابطه با سلامت پوست، زیبایی صورت، مراقبت از پا، مانیکور ناخن، رایحه درمانی، رنگ و کوتاهی مو، حمام‌های گل و لای و بسیاری از خدمات دیگر ارائه می‌دهند.

## خدمات سالن‌های زیبایی
- سالن‌های زیبایی خدمات مربوط به زیبایی مو، ابرو، مژه، ناخن و پوست را رائه می‌دهند. این خدمات عبارتند از:
- خدمات زیبایی پوست: میکاپ، فیشیال و پاکسازی پوست، لیزر، اپیلاسیون، تتو
- خدمات مو: کوتاهی و کوپ مو، کراتینه، بافت، پروتئین تراپی، اکستنشن و کاشت موقت
- خدمات مژه و ابرو: کاشت و اکستنشن مژه، تتو ابرو، آرایش ابرو
- خدمات ناخن: کاشت ناخن، ترمیم ناخن، پدیکور، مانیکور

## کیفیت هوا و گونه‌شناسی ذرات معلق در یک سالن زیبایی

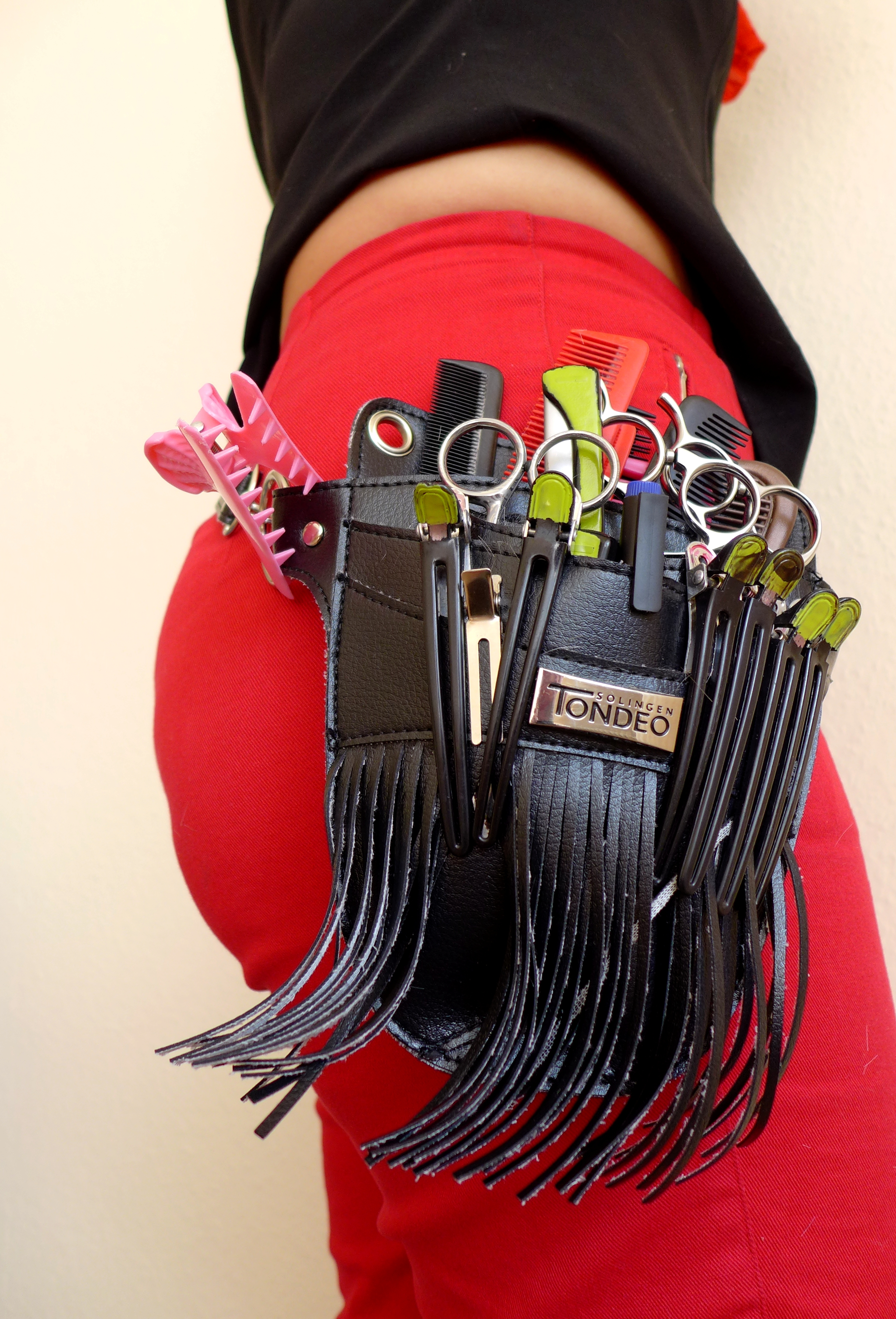
کیف کمری آرایشگری

سالن‌های زیبایی به عنوان محیط‌های شغلی‌ای در نظر گرفته می‌شوند که در آن کارکنان و مشتریان در معرض سطح بالایی از آلاینده‌های هوای معلق قرار دارند. در این مطالعه، پایش کیفیت هوا در شهر لئون، اسپانیا انجام شد. دما، رطوبت نسبی، CO₂، CO و ذرات معلق (PM) به‌طور مداوم در نواحی داخلی و خارجی سالن اندازه‌گیری شدند. همزمان، PM10 بر روی فیلترها جمع‌آوری گردید. ترکیبات آلی فرّار (VOCs) و ترکیبات کربونیلی در فضای داخل سالن نمونه‌برداری شدند.
غلظت PM10 در فضای داخلی از حد راهنمای ۲۴ ساعته (۵۰ میکروگرم در مترمکعب) فراتر رفت. یک آنالیز شیمیایی دقیق از PM10 شامل کربن آلی و عنصری، عناصر کم‌مقدار، یون‌های محلول در آب و گونه‌شناسی ترکیبات آلی انجام شد. نسبت PM10 فضای داخل به خارج، و همچنین نسبت بیشتر ترکیبات آلی متصل به PM10، بیشتر از ۱ بود. در ساعات کاری، کربن آلی به ترتیب ۲۹.۵ ± ۱.۸ درصد وزنی در فضای داخل و ۱۶.۲ ± ۴.۵ درصد وزنی در فضای خارج را به خود اختصاص داد.
بیش از ۲۰۰ ترکیب آلی مجزا در PM10 شناسایی شد، از جمله: الکل‌های آلیفاتیک، اسیدهای چرب، فتالات‌ها، مشتقات گلیسرول، استرهای آلکیلی اسیدهای چرب، ترکیبات فنلی، آلکان‌ها و هیدروکربن‌های آروماتیک چندحلقه‌ای. بسیاری از این ترکیبات در فرمولاسیون محصولات آرایش مو، مراقبت شخصی و مواد شوینده به‌کار می‌روند.
تهویه ناکافی، فعالیت‌های کاری و استفاده از محصولات خاص می‌توانند به‌طور قابل‌توجهی به افزایش سطح آلاینده‌های آلی در فضای داخلی کمک کنند. فرمالدهید ریسک ابتلا به سرطان را در سطح 4.6 × 10⁻⁶ نشان داد که بالاتر از حد راهنما بوده و نشان‌دهنده "احتمال خطر" برای کارکنان است. ریسک کلی اضافی ابتلا به سرطان در طول عمر از طریق مواجهه با ترکیبات متعدد، برابر با 9.3 × 10⁻⁶ برآورد شد؛ این مقدار کمتر از حد قابل‌قبول است، اما همچنان قابل‌چشم‌پوشی نیست.